# Theodemir
Theodemir (d. 475) a fost rege al ostrogoților și tatăl lui Theodoric cel Mare.
Theodemir a avut doi "frați" (de fapt, cumnați), Valamir și Videmir. El a îmbrățișat creștinismul în forma sa ariană, în vreme ce soția sa, Ereleuva a devenit catolică și a preluat numele de Eusebia. Theodemir a preluat conducerea celor trei regate ostrogote din Pannonia și le-a condus în comun cu cumnații săi, ca vasali ai lui Attila. Împreună cu Ereleuva, el a avut doi copii: Theodoric (454–526) și Amalafrida. După ce Theodemir a murit în anul 475, succesiunea a fost preluată de Theodoric.